# Lista de canções número um na Top 50 Streaming em 2017
Esta é uma lista de canções que atingiram o número um da tabela musical Top 50 Streaming em 2017. A lista é publicada mensalmente pela Pro-Música Brasil, que recolhe os dados elaborados e compilados pela empresa BMAT Music Innovators e divulga as cinquenta faixas mais executadas nas plataformas musicais de streaming Spotify, Apple Music, Napster, Amazon Music e Deezer.

## Histórico
| Mês      | Canção             | Artista                                                                       | Ref.  |
| -------- | ------------------ | ----------------------------------------------------------------------------- | ----- |
| Novembro | "Agora Vai Sentar" | MC Jhowzinho, MC Kazinho                                                      | [ 1 ] |
| Dezembro | "Vai Malandra"     | Anitta, MC Zaac e Maejor (com a participação de Tropkillaz e DJ Yuri Martins) | [ 2 ] |